# Далекобійність стрілецької зброї
Далекобійність — одна з основних властивостей стрілецької зброї, сукупність її властивостей, пов'язаних з дальністю стрільби.
Визначається за рядом показників, таких, як:
- Гранична дальність польоту кулі
- Дальність дійсного вогню
- Прицільна дальність
- Дальність прямого пострілу

## Показники далекобійності

### Гранична дальність польоту кулі
Характеризує граничні можливості застосування зброї. Найбільшою мірою важлива для артилерійських систем, окрім протитанкових і зенітних, - для стрілецької ж зброї є другорядною характеристикою, оскільки на практиці стрільба з неї на таку дальність не проводиться.

### Дальність дійсного вогню
Дальність, на якій ще зберігаються досить висока ймовірність ураження цілі і ефективна дія кулі за даним типом цілей для вирішення поставленого бойового завдання. Відповідно, для стрілецької зброї розрізняють дальність дійсного вогню по одиночній цілі, по груповій цілі, по літаку, який атакує, по бронетехніці, і так далі.
Для стрілецької зброї, як правило, не перевищує третини граничної дальності польоту кулі.
Дана величина є в великій мірі умовною, оскільки залежить не тільки від технічних характеристик самої зброї, але і від тактичних особливостей її застосування. 
Наприклад, в першій половині XX століття для станкових кулеметів дійсним вважався вогонь на дистанції аж до декількох кілометрів. У німецькій військовій настанові з кулеметної справи 1920-х років вказувалося, що вогонь з кулемета MG08 («Максим») дійсний до 1 600 м по одиночним цілям, а по груповій цілі важкими кулями s.S (schweres Spitzgeschoss, «важка загострена») — до 3 500 м.
Згодом, на основі бойового досвіду Другої світової війни, дальність дійсного вогню з кулеметів, як і інших видів стрілецької зброї, була піддана перегляду, вона була скорочена приблизно вдвічі; це сталося не через зміну властивостей і якостей самої стрілецької зброї, а завдяки насиченню військ артилерією і, особливо, мінометами, які зробили ведення вогню зі стрілецької зброї на великі дальності порівняно неефективною і нераціональною, - відповідно була переглянута і дальність дійсного вогню з його зразків, хоча характеристики самої зброї при цьому залишилися незмінними.
Дальність дійсного вогню обмежена можливостями людського зору. У зброї з відкритим прицілом вона зазвичай не перевищує 400 метрів по одиночній живій цілі. Для ведення дійсного вогню на великі дальності використовуються оптичні приціли різної конструкції.

### Прицільна дальність
Дальність, відповідна найбільшому поділу прицілу зброї. Як правило, дещо перевищує дальність дійсного вогню.
Прицільна дальність є виключно умовною, суб'єктивної характеристикою. Наприклад, ППШ раннього випуску, як і більшість довоєнних пістолетів-кулеметів, мав секторний приціл, розмічений до 500 метрів, однак згодом випускалася спрощена версія з прицілом до 200 метрів, — при цьому характеристики самої зброї де-факто залишилися колишніми, але новий приціл був набагато простіше у виготовленні і цілком відповідав реальному бойовому використанню цієї зброї.

### Дальність прямого пострілу
Дальність, на якій висота траєкторії дорівнює висоті даної цілі (наприклад, піхотинця який стоїть). Характеризує прямистість траєкторії. Чим вища прямистість траєкторії, тим менші поправки по висоті доводиться брати стрільцеві під час прицілювання. У межах дальності прямого пострілу стрільба може здійснюватися без перестановки прицілу, для чого на ньому часто є спеціальна риска, яка відповідає прямому пострілу (П).

### Приклади
| більше 4 000 | 400 | 800 | 2 000 | 425 |

| 3 000 | 400 | 800 | 1 000 | 365 |

| більше 4 000 | 800 | 1 200 / 1 300 (оптич. приціл) | 430 | 640 |

| 3 000 | 400 | 800 (АК) / 1 000 (АКМ) | 350 |

| 3 150 | 500 | 1 000 | 1 000 | 440 |

| 3 600 | 460 (A1) / 550 (A2 і далі далее) | 800 | 800 | 300 |

## Історія
Починаючи з масового впровадження в арміях нарізної зброї в середині XIX століття, протягом певного часу всі показники далекобійності військової зброї безперервно зростали. Найбільш важливими кроками на цьому шляху стали: перехід у 1860-х - 1870-х роках на малі калібри, - спочатку близько 10-12, а потім і порядку 6,5-8 мм, що дозволило істотно збільшити прямистість траєкторії кулі і знизити розсіювання; поява в середині 1880-х років бездимного пороху, значно підвищила всі показники дальності стрілецької зброї; перехід на полегшені «наступальні» кулі з гострими носками на початку XX століття, дещо поліпшив прямистість траєкторії. Ці заходи, в поєднанні з поліпшенням якості вичинки стволів і купчастості бою, дозволили збільшити прицільну дальність стрільби з нарізної зброї з 400-600 м у штуцерах, які стріляли димним порохом середини XIX століття до декількох кілометрів у магазинних гвинтівок рубежу століть. Причому такий потенціал зброї не міг бути повноцінно реалізований в ті роки, оскільки окремі живі цілі на такій відстані неозброєним оком вже не видно.
Наприкінці XIX — початку XX століття мало місце масове «захоплення» військових дальністю і точністю стрільби, в основному це сталося в результаті декількох досить суперечливих епізодів Франко-прусської (1870-71) і Російсько-турецької (1877-78) воєн. У цей період на озброєння приймалися гвинтівки, що мають прицільні пристосування, розмічені для стрільби на відстані близько декількох кілометрів. Наприклад, російська гвинтівка зразка 1891 року мала приціл, розмічений до 3200 кроків (2276 м), а англійські Лі-Метфорд і Лі-Енфілд - основний приціл до 1600 ярдів (1463 м) і додатковий бічний до 2800 ярдів (2560 м). Зрозуміло, стрільба по одиночній цілі на такий дистанції була вже неможлива, оскільки таке завдання, як вже зазначалося вище, значно перевершує можливості людського зору, - проте ці установки прицілу використовувалися при стрільбі навісом по груповій цілі, яку здійснювали залпами («плутонгова стрільба») . Стрільців вчили брати при стрільбі поправку на вітер і вести вогонь по невидимій цілі, розташованій за укриттям або складкою рельєфу місцевості. Стрільба з ручного зброї на дистанції близько 1000 метрів вважалася, до широкого поширення кулеметів, нормальною і цілком поширеною практикою при навчанні особового складу стрілецьких підрозділів. При цьому, на практиці, ефективність такого вогню вже в той час була досить спірною, оскільки при великій витраті набоїв, шкода яка наносилася противнику рушничним обстрілом з дистанції більше кілометра часто була мало чи не символічною.
Поширення автоматичної зброї на початку XX століття значно скоротило таку практику, її було витіснено набагато більш ефективним веденням вогню зі станкового кулемета, проте внаслідок інерції мислення, уявлення військових теоретиків про дальність застосування ручної стрілецької зброї в майбутніх війнах все ж залишалися істотно завищеними.
Ситуація різко змінилася в роки Другої світової війни. В ході бойових дій швидко з'ясувалося, що в умовах високої насиченості військ артилерією, мінометами, бронетехнікою і гранатометами реальна дальність ведення вогню зі стрілецької зброї вже не перевищує 300 м, а основні бойові дії з використанням легкої стрілецької зброї взагалі розгортаються в межах 100-200 м . На такій відстані перемогу здобувала не та сторона, яка була озброєна більш точною і далекобійною зброєю і мала кращу стрілецьку підготовку, а та, яка забезпечувала найбільшу щільність вогню в ближньому бою. Цілі ж, на дальності більше 300 м, виявилося раціональніше вражати за допомогою більш важких видів зброї, так що ведення по ним вогню зі стрілецької (за винятком снайперського) зброї і навіть кулеметів, стало вважатися не дієвим.
Це викликало перегляд вимог до показників дальності стрільби зі стрілецької зброї. Найбільш важливим наслідком цього перегляду стало введення на озброєння спочатку у Німеччині, а потім — в СРСР зброї, яка використовує для ведення вогню зменшені, проміжні по потужності між пістолетними і гвинтівковими, набоями, і в порівнянні з магазинними гвинтівками мала знижену прицільну дальність ведення вогню при практично тієї ж дійсній дальності і істотно більшій швидкострільності. Ідея таких набоїв опрацьовувалася в різних країнах ще з часів Першої світової, проте через завищені вимоги до далекобійності стрілецької зброї в міжвоєнний період тоді вони поширення не отримали. Не отримували аж до Другої світової війни досить масового поширення в арміях і пістолети-кулемети, які, маючи дальність дійсного вогню близько 100-200 м, розглядалися лише як допоміжний вогневий засіб для бою на ближній дистанції, оскільки вважалося, що бій з використанням стрілецької зброї в повну силу розгорнеться вже на 400 м, — відповідно, побоювалися, що озброєні пістолетами-кулеметами стрільці виявляться виключеними з його ведення, послаблюючи вогневу могутність піхотного підрозділу. Практика війни зруйнувала ці ілюзії, і в багатьох країнах, — в першу чергу — СРСР, Німеччини, Великої Британії, - пістолет-кулемет став у воєнний період одним з основних видів легкої стрілецької зброї.
Після війни в СРСР і союзних йому державах концепція зброї під «проміжні» набої отримала бурхливий розвиток, привівши до появи «класичного» її зразка — автомата Калашникова. Гвинтівкові набої тепер використовувалися лише в кулеметах, доданих підрозділам рівня не нижче роти, і снайперських гвинтівках, які в Радянській Армії служили для збільшення дальності ведення дійсного вогню піхотного відділення в цілому до 600-700 м, проти 350-400 м у автоматів.
На Заході, однак, ще довгий час зберігалася перевага на користь точної і далекобійної зброї, що було прямим наслідком того, що в системі озброєння утвореного в ті роки блоку НАТО провідну роль грали американські зразки. Тому після війни на озброєння країн НАТО був прийнятий кілька полегшений, але відповідний по всіх основним характеристикам гвинтівковим боєприпасам набій Т65 калібру 7,62×51 мм, зброя під який в цілому відповідала довоєнним самозарядним і автоматичним гвинтівкам і була розрахована головним чином на влучну стрільбу одиночними пострілами на порівняно велику дальність.
Лише після аналізу Пентагоном статистики бойових втрат в корейській війні стало ясно, що більшість поранень від стрілецької зброї було отримано на відстані менше 100 метрів від стрільців. Для стрільби на таку дистанцію по не захищеній живій цілі потужність гвинтівкового набою була явно зайвою, що призвело до переходу армії США, а потім і інших країн НАТО, на зброю під «проміжний» патрон, яке розпочалося в середині 1960-х і остаточно завершився лише в 1980-х роках.
В останні десятиліття, проте, знову намітилася тенденція до збільшення дистанції піхотного бою з використанням стрілецької зброї. Наприклад, бойовий досвід Іракської кампанії 2000-х років показав, що дальності дійсної стрільби зі зброї, що використовує «проміжні» набої нормального калібру, на зразок АК і АКМ, вже не достатньо для вирішення багатьох бойових завдань. Крім того, з масовим поширенням в арміях індивідуального бронезахисту до задачі простого попадання в ціль додалося завдання пробивання натільної броні, що викликало до життя «проміжні» набої підвищеної потужності, такі, як 6,8×43 мм Remington SPC або 6,5×38 мм Grendel, зброя під яку має підвищену дальність дійсного вогню по захищеній бронею цілі. В значній мірі сприяє підвищенню дальності дійсного вогню також насичення військ сучасними прицільними пристосуваннями, такими, як коліматорні приціли і, особливо, легкі оптичні приціли: не покращуючи властивостей самої зброї, вони роблять вогонь з нього більш дійсним за рахунок зручності і швидкості прицілювання.

## Додаткові джерела
- «Артиллерия» 2-е исправленное и дополненное издание. Государственное военное издательство наркомата обороны СОЮЗА ССР МОСКВА — 1938